# Арсенідзе Ражден Матвійович
Ражден Матвійович Арсенідзе (груз. რაჟდენ მათეს ძე არსენიძე; 1880-1965) — грузинський політик, юрист і публіцист. Міністр юстиції Грузії (1919—1921).

## Біографія

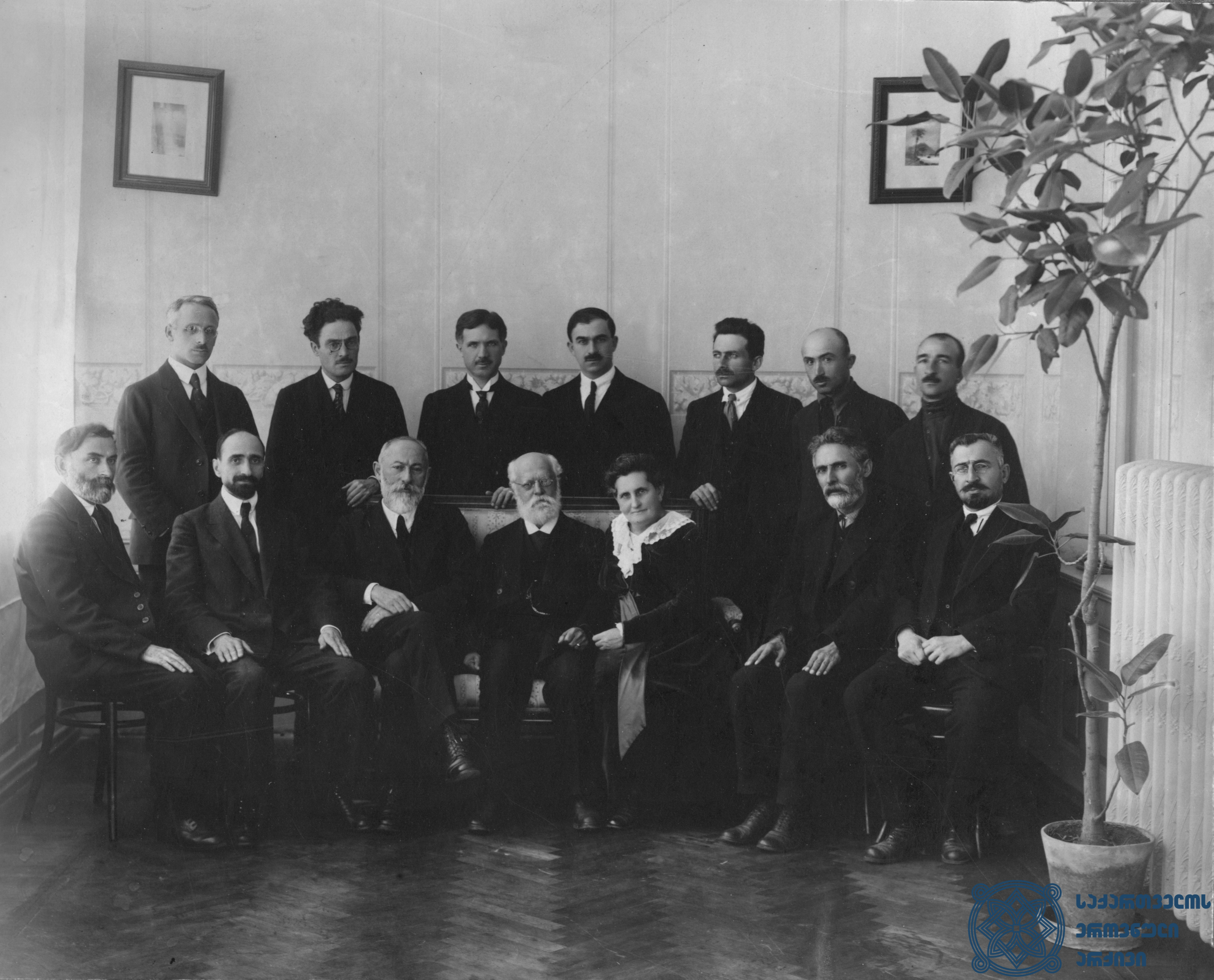
Карл Каутський з грузинськими соціал-демократами, Тифліс, 1920.
1-й ряд, зліва направо: С. Девдаріані, Н. Рамішвілі, Н. Жорданія, К. Каутський та його дружина Луїза, С. Джибладзе, Р. Арсенідзе;2-й ряд, зліва-направо: секретар Каутського Пауль Ольберг, В. Тевзая,К. Гварджаладзе, К. Сабахтарашвілі, С. Тевзадзе, А. Урушадзе, Г. Цинцабадзе

Народився 1880 року у селі Сочхеті в Імеретії. Син дяка. У віці 6-7 років почав отримувати домашню освіту. Два роки навчався в сільській парафіяльній школі, а потім за порадою вчителя був переведений в Кутаїське духовне училище. Продовжив навчання в Тбіліській духовній семінарії. З юних років брав участь у соціал-демократичному русі. У 1903 році приєднався до меншовиків.
Після закінчення семінарії вступив на юридичний факультет Юріївського університету. У 1901 році залучався у справі про студентські заворушення і був висланий до Кутаїсі. Працював у тбіліських, батумських, кутаїських та бакинських меншовицьких організаціях. Співпрацював із газетами «Іверія» та «Квалі». У 1913 році заарештований за друкування та розповсюдження прокламацій, висланий з Кавказу на п'ять років. Жив у Петербурзі, служив у Земському союзі. У 1915 році заарештований знову, відбув півтора місячне ув'язнення і висланий до Іркутська. Після Лютневої революції 1917 року повернувся до Грузії.
Один з авторів Акту про незалежність Грузії, 26 травня 1918 року підписав Декларацію незалежності Грузії. В 1919 році був обраний до Установчих зборів Грузії. У тому ж році став міністром юстиції в уряді Ноя Жорданії і водночас виконував функції секретаря ЦК Грузинської соціал-демократичної робітничої партії.
Після окупації Грузії радянськими військами емігрував і займався антирадянською діяльністю. У 1921—1923 роках жив у Стамбулі, де був редактором журналу «Вільна Грузія». У 1923 році переїхав до Франції. З 1925 року — редактор журналів «Боротьба» та «Соціалістична думка». У 1949 році співпрацював із журналом «Наш прапор», з 1951 року — із «Бойовою Грузією». У 1953—1962 роках був редактором грузинської частини Радіо Свобода. Вивчав історію грузинського права в еміграції. У 1963 році він опублікував у Парижі книгу під назвою «Огляд законодавства короля Вахтанга VI» та мемуари про Йосипа Сталіна.
Помер 1965 року у Парижі, похований на Левільському цвинтарі.